# Northwood (Iowa)
Northwood ist eine Kleinstadt (mit dem Status „City“) und Verwaltungssitz des Worth County im US-amerikanischen Bundesstaat Iowa. Im Jahr 2010 hatte Northwood 1989 Einwohner, deren Zahl sich bis 2013 auf 1983 verringerte. Das U.S. Census Bureau hat bei der Volkszählung 2020 eine Einwohnerzahl von 2.072 ermittelt.

## Geografie
Northwood liegt im Norden Iowas am Shell Rock River, der über den Cedar River und den Iowa River zum Stromgebiet des Mississippi gehört. Die Grenze Iowas zu Minnesota verläuft rund sechs Kilometer nördlich.
Die geografischen Koordinaten von Northwood sind 43°26′39″ nördlicher Breite und 93°13′16″ westlicher Länge. Die Stadt erstreckt sich über eine Fläche von 9,74 km² und ist die größte Ortschaft innerhalb der Grove Township.
Nachbarorte von Northwood sind Myrtle in Minnesota (18,2 km nordnordöstlich), Lyle in Minnesota (29,1 km ostnordöstlich), Saint Ansgar (27,6 km ostsüdöstlich), Grafton (25 km südöstlich), Kensett (10,4 km südlich) und Glenville in Minnesota (15,6 km nordnordwestlich).
Die nächstgelegenen größeren Städte sind die Twin Cities in Minnesota (Minneapolis und Saint Paul) (180 km nördlich), Rochester in Minnesota (111 km nordöstlich), Wisconsins Hauptstadt Madison (358 km ostsüdöstlich), Dubuque am Schnittpunkt der Bundesstaaten Iowa, Wisconsin und Illinois (281 km südöstlich), Waterloo (161 km südsüdöstlich), Cedar Rapids (248 km in der gleichen Richtung), Iowas Hauptstadt Des Moines (225 km südlich), Nebraskas größte Stadt Omaha (436 km südwestlich), Sioux City (340 km westsüdwestlich) und South Dakotas größte Stadt Sioux Falls (316 km westlich).

## Verkehr
Zehn Kilometer westlich von Northwood verläuft in Nord-Süd-Richtung der Interstate Highway 35, der hier die kürzeste Verbindung von Minneapolis nach Des Moines bildet. Im Stadtzentrum kreuzt der in Nord-Süd-Richtung verlaufende U.S. Highway 65 den Iowa State Highway 105. Alle weiteren Straßen sind untergeordnete Landstraßen, teils unbefestigte Fahrwege sowie innerörtliche Verbindungsstraßen.
Parallel zum US 65 verläuft eine Eisenbahnlinie für den Frachtverkehr der Union Pacific Railroad (UP).
Mit dem Mason City Municipal Airport befindet sich 45 km südsüdwestlich ein Regionalflughafen. Die nächsten Großflughäfen sind der Minneapolis-Saint Paul International Airport (177 km nördlich) und der Des Moines International Airport (235 km südlich).

## Bevölkerung
Nach der Volkszählung im Jahr 2010 lebten in Northwood 1989 Menschen in 885 Haushalten. Die Bevölkerungsdichte betrug 204,2 Einwohner pro Quadratkilometer. In den 885 Haushalten lebten statistisch je 2,19 Personen.
Ethnisch betrachtet setzte sich die Bevölkerung zusammen aus 97,3 Prozent Weißen, 0,5 Prozent Afroamerikanern, 0,2 Prozent amerikanischen Ureinwohnern, 0,1 Prozent Asiaten sowie 0,9 Prozent aus anderen ethnischen Gruppen; 1,1 Prozent stammten von zwei oder mehr Ethnien ab. Unabhängig von der ethnischen Zugehörigkeit waren 2,3 Prozent der Bevölkerung spanischer oder lateinamerikanischer Abstammung.
21,8 Prozent der Bevölkerung waren unter 18 Jahre alt, 56,4 Prozent waren zwischen 18 und 64 und 21,8 Prozent waren 65 Jahre oder älter. 51,9 Prozent der Bevölkerung waren weiblich.
Das mittlere jährliche Einkommen eines Haushalts lag bei 43.889 USD. Das Pro-Kopf-Einkommen betrug 22.291 USD. 15,2 Prozent der Einwohner lebten unterhalb der Armutsgrenze.

## Bekannte Bewohner
- Gilbert N. Haugen (1859–1933) – langjähriger republikanischer Abgeordneter des US-Repräsentantenhauses (1899–1933) – lebte bis zu seinem Tod in Northwood und ist hier beigesetzt